# Villa Edvardshäll

Villa Edvardshäll (fastighet Fagersjö 1:12) är en byggnad vid Fagersjövägen 211 i stadsdelen Fagersjö i södra Stockholm. Trävillan byggdes 1903 och var den första villan i Fagersjödelen av Södertörns villastad. Den hör i dag till de få kvarvarande och relativt välbevarade villorna från denna tid.
När det nybildade ”Aktiebolaget Södertörns villastad” började stycka och sälja tomter var Villa Edvardshäll det första som uppfördes år 1903 i Fagersjödelen, strax norr om den då nya Nynäsbanan. Byggherre var maskinarbetare Axel Edvard Samuelsson som uppkallade byggnaden efter sig själv. Detta kom att bli något av en norm; pionjärerna i Fagersjö var oftast hantverkare som uppkallade sin självbyggda villa efter sig själv. Ett annat exempel härför är Villa Lindhov som byggdes 1910 för Harald Lind vid Fagersjövägen 203.
Husets exteriör präglas av gulmålad stående pärlspontpanel, liggande fasspontpanel, vitmålat listverk och knutbrädor samt dekorativa fönsteromfattningar, så kallad snickarglädje. Husets sadeltak är täckt med tvåkupigt rött taktegel och avslutas med dekorativt sågade vindskivor och takomfattningar i vitmålat trä. Mot sydost ligger en öppen förstukvist med tegeltak och stolpar, räcken och snickerier i dekorativt sågat vitt trä. Fastigheten är grönklassad av Stadsmuseet i Stockholm vilket betyder att den har bebyggelse som är särskilt värdefull från historisk, kulturhistorisk, miljömässig eller konstnärlig synpunkt. Villan är privatbostad.